# Vicente Vilar David
Vicente Vilar David (28. června 1889, Manises – 14. února 1937, tamtéž) byl španělský inženýr a římský katolík, zabitý pro svoji víru během španělské občanské války. Dodržoval sociální nauku církve a její hodnoty se snažil šířit na svém pracovišti mezi kolegy. Katolická církev jej uctívá jako blahoslaveného mučedníka.

## Život
Narodil se dne 28. června 1889 v obci Manises v provincii Valencie jako poslední z celkem osmi dětí rodičům Justu Vilar Arenesovi a Carmeně David Gimeno do domácnosti naplněné hlubokými tradičními křesťanskými hodnotami. Měl nejméně tři starší bratry. Jako dítě byl známý tím, že byl veselý a extrovertní.
V dětství se vzdělával u piaristů a během dospívání studoval inženýrství ve Valencii. Jako inženýr šířil základní křesťanskou morálku mezi svými kolegy a byl známý svou hlubokou oddaností charitativní činnosti ve jménu chudých. Sloužil jako průmyslový inženýr ve své vlastní keramické firmě, kterou zdědil a na kterou dohlížel se třemi svými bratry po předčasné smrti jejich rodičů. Zastával také několik důležitých funkcí ve svém městě, přičemž plně uplatňoval sociální učení církve a byl proslulý svou hlubokou oddaností základním hodnotám a tradičním principům. Angažoval se také v mládežnických organizacích a farních aktivitách.
V roce 1922, věku 33 let, oženil s Isabel Rodes Reig († 1993).
Během období protikatolických nálad ve 30. letech 20. století se snažil se pomáhat kněžím a řeholnicím uniknout pronásledování a popravám, i když nepodnikl žádné kroky, aby se sám ochránil před režimem během španělské občanské války. Dne 14. února 1937 byl úřady zatčen, přičemž na něj jeho žena zavolala: „Uvidíme se zítra“, na což jí odpověděl: "Zítra nebo v nebi!" Pouhých několik minou po svém zatčení byl popraven několika výstřely. Jeho ostatky jsou uctívány ve farním kostele sv. Jana Křtitele v Manises.

## Úcta
Dne 6. července 1993 podepsal papež sv. Jan Pavel II. dekret o jeho mučednictví. Blahořečen pak byl dne 1. října 1995 na Svatopetrském náměstí papežem sv. Janem Pavlem II.
Jeho památka je připomínána 14. února.